# 炎天夏
「炎天夏」（えんてんか）は、湘南乃風の12枚目のシングル。2012年6月6日にトイズファクトリーから発売された。

## 概要
- 前作から約1年半振りとなるシングルで、湘南乃風のシングルで2曲目となるサマーチューンである。
- 2007年のシングル「睡蓮花」から丁度5年後の同じ日付に発売された。
- 2012年で唯一、テレビ朝日系列『ミュージックステーション』に出演した。

## 収録曲
1. 炎天夏
（作詞・作曲：湘南乃風 / 編曲：石垣美隆、湘南乃風）
大ヒットとなった「睡蓮花」以来となるサマーチューン
PVには、AV女優の由愛可奈が出演している。
2. 白詰草
（作詞：湘南乃風 / 作曲：湘南乃風、BLOOD-I / 編曲：BLOOD-I、湘南乃風）
テレビ東京系ドラマ『クローバー』エンディングテーマ
3. Born to be WILD
（作詞・作曲・編曲：湘南乃風）
PSP『クロヒョウ2 龍が如く 阿修羅編』テーマソング
4. 炎天夏 -inst.-
5. 白詰草 -inst.-
6. Born to be WILD -inst.-